# Christus Koningkerk (Heerlen)
De Christus Koningkerk is een voormalige parochiekerk in de buurt Nieuw-Einde van het Heerlense stadsdeel Heerlerheide-Vrieheide, gelegen aan de Zes Landenstraat 12. Het kerkgebouw werd op 13 juli 2018 aangewezen als rijksmonument. Sinds 2023 is het gebouw in gebruik als archiefdepot, studiezaal en kantoren voor de Heerlense vestiging van Historisch Centrum Limburg.

## Geschiedenis

### Voorgangers
Reeds in 1920, toen de mijnkolonies Nieuw Einde en Versiliënbosch in Vrieheide pas waren gesticht, werd de zielzorg er verzorgd door de paters Lazaristen. In 1924 werd een rectoraat gesticht, en kerkte men er in een houten noodkerk. De eerste stenen kerk van Vrieheide, aan de Anjelierstraat, kwam in 1928 gereed. Het was een bakstenen basiliek, ontworpen door de architect Joseph Franssen, gekenmerkt door onder meer art-deco-elementen. In de jaren 1948-1950 kreeg de kerk muurschilderingen van de hand van de Maastrichtse kunstenaar Ko Sarneel. In 1955 werd het gebouw uitgebreid met een kapel ter ere van Onze-Lieve-Vrouw van de Wonderdadige Medaille.
In 1959 raakte de buurt betrokken bij de Heerlense stadsuitbreiding. Er was sprake van bevolkingsgroei en het kerkgebouw werd te klein. Bovendien had het te lijden van mijnschade. De kerk aan de Anjelierstraat werd in 1963 onttrokken aan de eredienst en in 1965 gesloopt. Opnieuw kerkten de buurtbewoners tijdelijk in een noodkerk. Wel werd in 1964 het rectoraat verheven tot parochie.

### Huidige kerk
Een nieuwe, grotere kerk kwam in 1965 gereed op een perceel aan de nabij gelegen Zes Landenstraat, ontworpen door de architect Jozef Fanchamps. Het gebouw kreeg de vorm van een witte, betonnen, kubusvormige zaalkerk, met een losstaande betonnen klokkentoren. De muren werden opgetrokken uit glasbouwstenen, die aan de binnenkant van het gebouw deels werden afgeschermd door houtwolcementplaten. Een halfronde kapel kreeg aan de buitenzijde een mozaïek van Libert Ramaekers, dat de Intocht van Jezus in Jeruzalem verbeeldt.
Daar de kerk spoedig in slechte staat verkeerde, onder meer door betonrot, waren er in 1977 al sloopplannen. Men besloot echter tot reparatie, wat in 1984 geschiedde. In 2004 werd de kerk onttrokken aan de eredienst, en in 2009 - na een dreigende sloop - alsnog op de gemeentelijke monumentenlijst geplaatst. Onder andere vanwege de samenhang van de wijk met de kerk heeft de Rijksdienst voor het Cultureel Erfgoed het gebouw op 13 juli 2018 tevens aangewezen als rijksmonument.

## Nieuwe functie
Er is enige jaren naar een herbestemming voor het leegstaande gebouw gezocht. Dit leidde in 2016 tot het gemeentelijk besluit de kerk aan te kopen van de kerkelijke autoriteiten en er het in Heerlen gevestigde regionaal archief Rijckheyt in onder te brengen. Een en ander bleef bij een besluit, totdat op 31 december 2019 Rijckheyt en het Regionaal Historisch Centrum Limburg (RHCL) te Maastricht fuseerden tot één Historisch Centrum Limburg (HCL), met locaties in Heerlen en Maastricht. In 2020-2021 werd het gebouw gerestaureerd en werd het nieuwe archief als een losstaand blok nieuwbouw binnen het casco opgetrokken. In 2021 kwamen de archiefdepot, studiezaal en kantoren tot stand. Op 1 augustus 2022 sloot het voormalige Rijckheyt, nog altijd gevestigd in het Thermenmuseum, de deuren en begon het inpakken en verhuizen van archieven en collecties. Heropening van het archief vond plaats op 11 januari 2023.
In januari 2023 kreeg een glas-in-loodraam van kunstenaar Eugène Laudy een herbestemming in het archiefgebouw. Het glas was afkomstig van een gesloopte school aan de Limburgiastraat in Heerlen. Vanaf 2017 heeft Erfgoedvereniging Heemschut zich ingezet voor het behoud van het raam; zo is het op tijd verwijderd, opgeslagen en in 2023 geplaatst in het archiefgebouw.

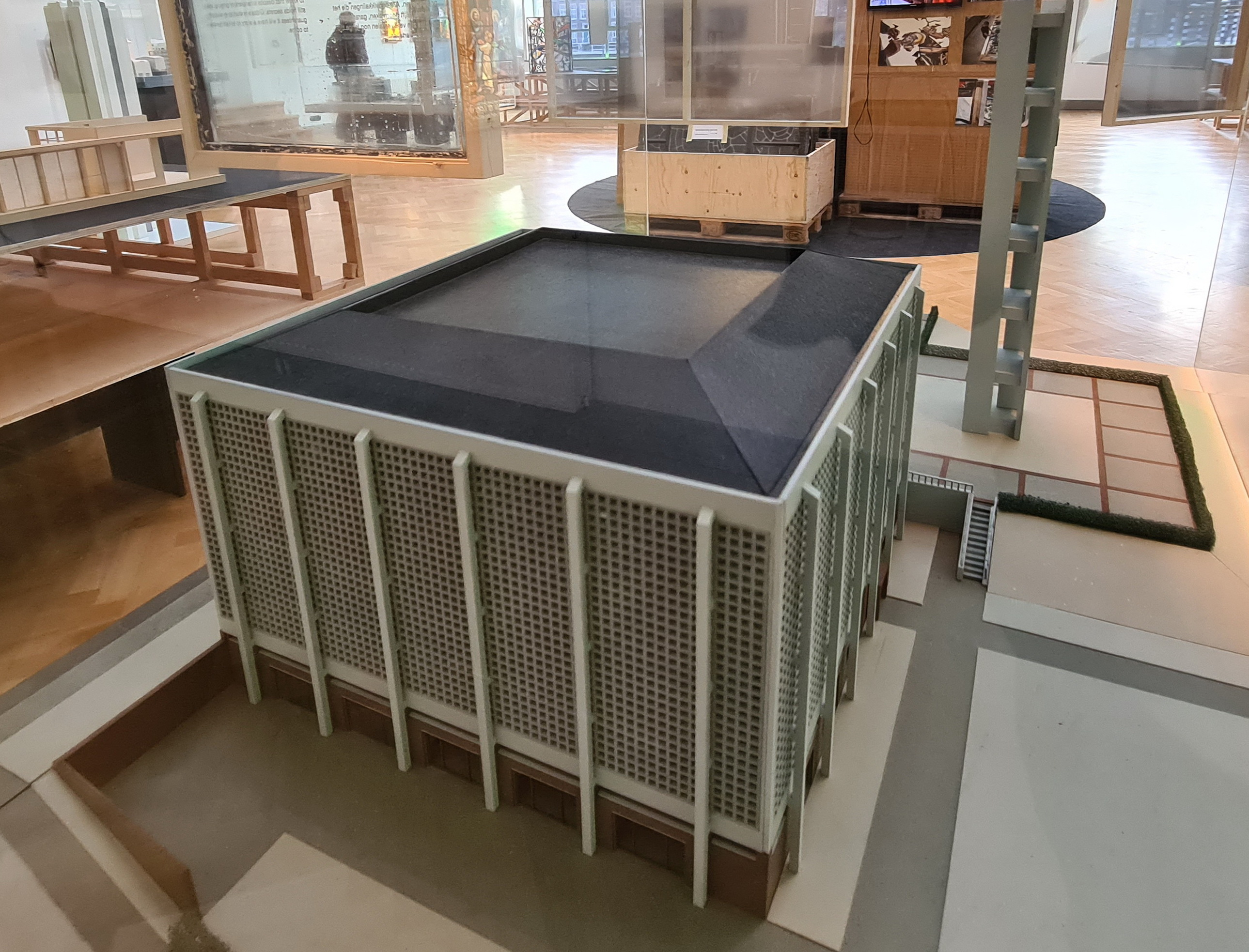
Maquette van de kerk
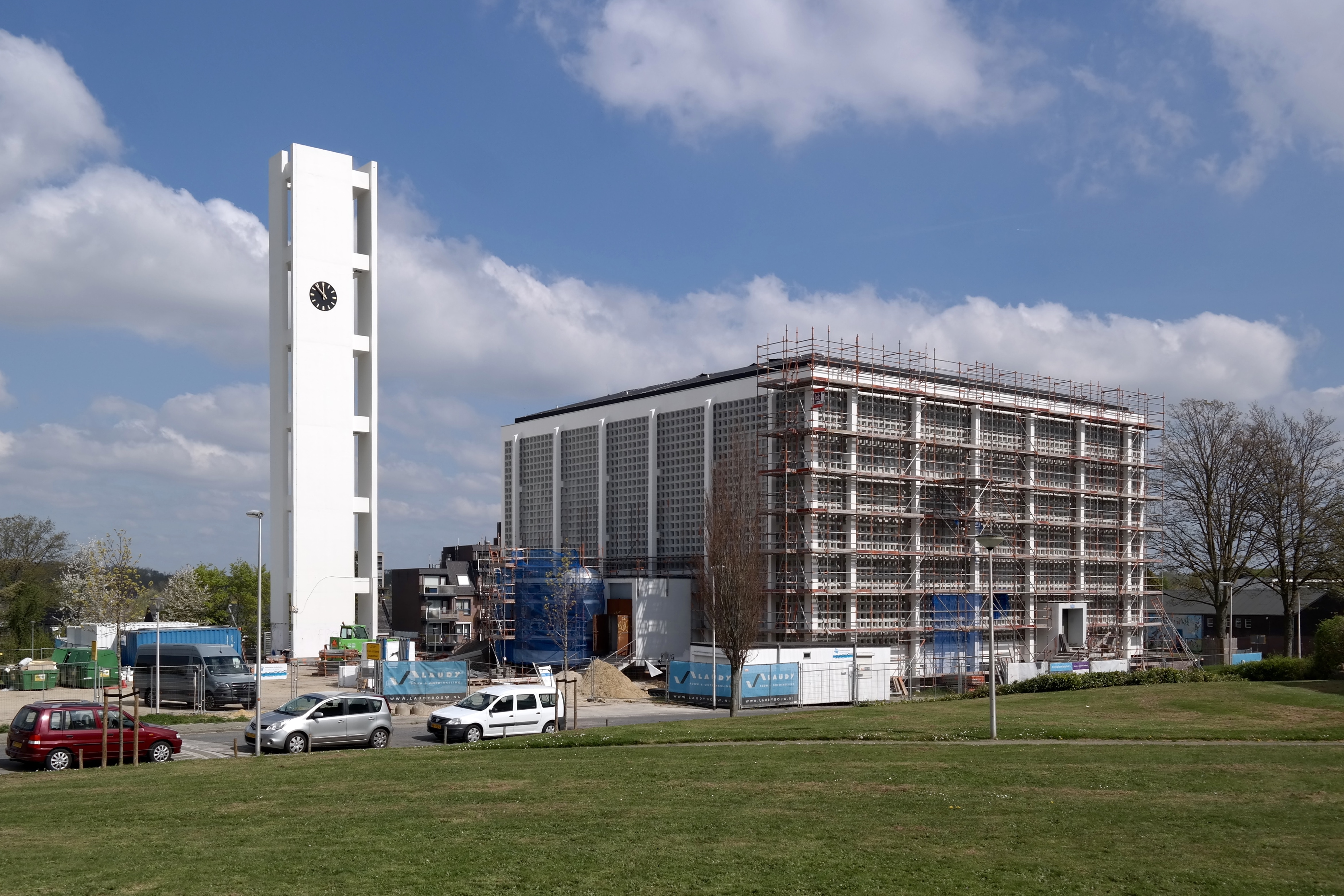
Christus Koningkerk tijdens de renovatie in 2022
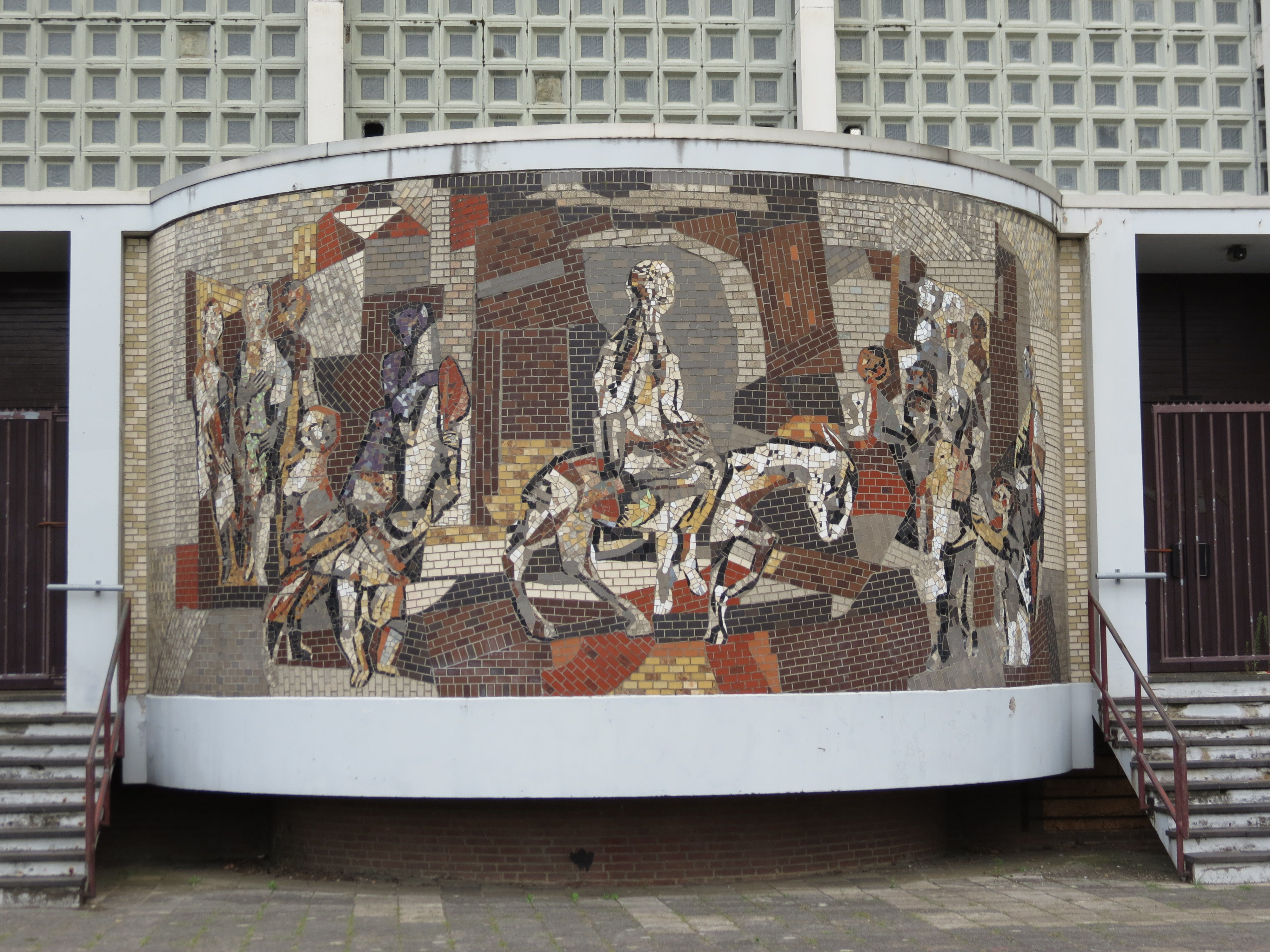
Detail entree met mozaïek van Libert Ramaekers